# The Original High
The Original High è il terzo album in studio del cantante statunitense Adam Lambert, pubblicato nel giugno 2015.
L'album, che è il primo frutto del nuovo contratto discografico firmato dall'artista con la Warner (i due precedenti album in studio di Lambert erano infatti stati pubblicati dalla RCA), arriva dopo il tour mondiale che ha visto Adam affiancare i Queen in veste di cantante solista. The Original High ha debuttato alla 51ª posizione in Italia: il disco spazia da self-empowerment dance-pop a ballad più intime e introverse.

## Tracce
1. Ghost Town (Adam Lambert, Sterling Fox, Max Martin, Tobias Karlsson, Ali Payami) – 3:28
2. The Original High (Lambert, Andreas Schuller, John West, Shellback, Savan Kotecha, Mattias Larsson, Robin Fredriksson, Joe Janiak) – 3:26
3. Another Lonely Night (Lambert, Martin, Fox, Payami) – 3:45
4. Underground (Payami, Janiak) – 3:37
5. There I Said It (Lambert, Payami, Janiak) – 4:21
6. Rumors (feat. Tove Lo) (Lambert, Oscar Görres, Tove Lo, Shellback) – 3:45
7. Evil in the Night (Fox, Shellback, Kotecha, Payami, Oscar Holter) – 3:56
8. Lucy (feat. Brian May) (Lambert, Payami, Freja Blomberg, Fredrik Samsson) – 3:32
9. Things I Didn't Say (Lambert, Ilya Salmanzadeh, Holter, Kotecha, James Alan) – 3:58
10. The Light (Linus Eklöw, Tiffany Amber, Svidden, Lukas Loules) – 3:35
11. Heavy Fire (Lambert, Anton Rundberg, Hampus Norlander, Joakim Jarl, Elin Blom, Svidden, Julia Karlsson, Eklöw) – 3:19

| Recensione | Giudizio |
| ---------- | -------- |
| Rockol     |          |